# 红楠刨
红楠刨（学名：Litsea kwangsiensis）为樟科木姜子属下的一个种。